# Denis Koezin
Denis Valerjevitsj Koezin (Russisch: Денис Валерьевич Кузин) (Qostanay, 4 december 1988) is een Kazachse oud-langebaanschaatser. Koezin werd gecoacht door Vadim Sajoetin. In het dagelijks leven is hij district-agent voor jeugdzaken.
In juni 2012 kreeg hij een ongeluk waarbij hij op verschillende plaatsen zijn botten brak en vervolgens een maand in het ziekenhuis lag. In 2013 won Koezin op de Adler Arena in Sotsji verrassend de gouden medaille op de 1000 meter bij de wereldkampioenschappen schaatsen afstanden 2013.
Hij nam deel aan de Olympische Winterspelen 2010, 2014, 2018 en 2022. Zijn beste Spelen waren in 2014 toen hij 7e op de 1000 meter en 9e op de 1500 meter werd.
Koezin nam zevenmaal mee aan het wereldkampioenschap sprint. Hier was zijn beste prestatie op de wereldkampioenschappen schaatsen sprint 2014 toen hij na vier afstanden vierde werd, na twee keer op het afstandspodium van de 1000 meter te hebben gestaan.

## Persoonlijke records
| Afstand      | Tijd     | Datum             | Baan           |
| ------------ | -------- | ----------------- | -------------- |
| 500 meter    | 35,22    | 10 november 2013  | Calgary        |
| 1000 meter   | 1.07,71  | 9 november 2013   | Calgary        |
| 1500 meter   | 1.43,60  | 15 november 2013  | Salt Lake City |
| 3000 meter   | 3.54,90  | 29 september 2012 | Calgary        |
| 5000 meter   | 7.03,97  | 23 december 2008  | Tsjeljabinsk   |
| 10.000 meter | 14.29,49 | 31 maart 2009     | Tsjeljabinsk   |

## Resultaten
| Jaar | CK Azië          | WK sprint            | WK afstanden        | Olympische Spelen   | Aziatische Spelen           | Wereldbeker                  | WK junioren        |
| ---- | ---------------- | -------------------- | ------------------- | ------------------- | --------------------------- | ---------------------------- | ------------------ |
| 2008 |                  |                      |                     |                     |                             |                              | DQ3 (33, 33, -, -) |
| 2009 | NC8 (4, 8, 5, -) |                      |                     | 43e 1500m           |                             |                              |                    |
| 2010 |                  | 24e (34, 13, 32, 19) |                     | 23e 1000m 23e 1500m | 36e 1000m 20e 1500m         |                              |                    |
| 2011 |                  | 22e (34, 16, 29, 11) | 16e 1000m           |                     | 1500m                       | 12e 1000m 32e 1500m          |                    |
| 2012 |                  | 22e (31, 12, 28, 15) | 21e 1000m 22e 1500m |                     | 20e 1000m 21e 1500m         |                              |                    |
| 2013 |                  |                      | 1000m · 18e 1500m   | 09e 1000m 22e 1500m |                             |                              |                    |
| 2014 |                  | 4e · (15, , 14, )    |                     | 7e 1000m 9e 1500m   | 7e 1000m 13e 1500m          |                              |                    |
| 2015 |                  | 11e (27, 8, 19, 6)   | 8e 1000m 15e 1500m  |                     |                             | 50e 500m 15e 1000m 24e 1500m |                    |
| 2016 |                  | DQ1 (DQ, 16, 31, -)  | 17e 1000m 13e 1500m |                     | 0p 500m 16e 1000m 26e 1500m |                              |                    |
| 2017 |                  |                      | 11e 1000m           |                     | 0p 500m 25e 1000m 43e 1500m |                              |                    |
| 2018 |                  |                      |                     | 27e 1000m 30e 1500m |                             | 42e 1000m 43e 1500m          |                    |
| 2019 |                  |                      |                     |                     |                             | 29e 1000m                    |                    |
| 2020 |                  |                      |                     |                     | 34e 1000m                   |                              |                    |
|      |                  |                      |                     |                     |                             |                              |                    |
| 2022 |                  | 19e (21, 18, 20, 17) |                     | 23e 1000m           |                             | 37e 1000m 51e 1500m          |                    |

- = geen deelname
DQ# = diskwalificatie voor de #e afstand
NC# = niet gekwalificeerd voor de laatste afstand, maar wel als #e geklasseerd in de eindrangschikking
(#, #, #, #) = afstandspositie op sprinttoernooi (500m, 1000m, 500m, 1000m), op allroundtoernooi (500m, 5000m, 1500m, 10000m) of op juniorentoernooi (500m, 3000m, 1500m, 5000m).